# Gorbitz (Wüstung)
Gorbitz (mitunter auch Görbitz) war eine bereits im Mittelalter wüst gefallene Siedlung auf dem Gebiet der heutigen Stadt Leipzig.

## Lage
Die Lage des ehemaligen Dorfes Gorbitz lässt sich durch eine klare geometrische Abgrenzung der Ruderalvegetation festmachen. Es befand sich etwa 5,5 Kilometer südöstlich des mittelalterlichen Leipzig zwischen den Dörfern Probstheida und Dölitz nahe dem östlichen Rand des heutigen Erholungsparks Lößnig-Dölitz.

## Geschichte
Gorbitz wurde erstmals 1287 als kleines Dorf (villula) Gorbuz erwähnt, das dem Kloster St. Thomas zu Leipzig grundherrschaftlich unterstand. Seine Größe wurde 1538 mit sieben Höfen (Hufen) angegeben, die auch 1540 noch zum Thomaskloster gehörten. Aber bereits 1541 ist von der „wüsten Korbitzer Margk“ die Rede. Was zu dieser schnellen Devastierung geführt hat, ist nicht bekannt. Die Wüstung ging in der Probstheidaer Flur auf.
Heute erinnert noch die Gorbitzer Straße, die von Dölitz nach Meusdorf nahe an der ehemaligen Ortslage vorbeiführt, an das alte Dorf.